# Șeker Ahmet Pașa
Șeker Ahmet Pașa (n. 1841 - d. 1906) a fost un pictor turc remarcabil pentru că  a  deschis porțile picturii turce către influența occidentală.

## Deschiderea către Occident
Nevoia de occidentalizare a venit ca un răspuns la acordul pe care Imperiul Otoman l-a înfăptuit cu Anglia în anul 1838. Acest acord comercial permitea schimbul între produsele englezești industriale și materialele prime de care piața turcă dispunea la acel moment. Ceea ce s-a dorit a fi o modernizare s-a dovedit a fi o deschidere a porților către industrializare și occidentalizare. 
Perioada numită Tanzimat a fost un alt element reformator determinat de influențele externe, dar și de firmane ale padișahului care vizau occidentalizarea statului otoman sub toate aspectele.

## Viața și educația lui Șeker Ahmet Pașa
Șeker Ahmet Pașa pe  numele adevărat Ahmet Ali Pașa s-a născut în anul 1841 în Üsküdar. A urmat cursuri de medicină în cadrul facultății Mekteb-i Tıbbiye, însă nu a terminat această facultate.
A intrat după aceea la școala de ofițeri Harbiye Mektebi. În tot acest timp datorită picturilor sale a reușit să-i atragă atenția Sultanului Abdülaziz și astfel a fost trimis în Franța pentru a deveni pictor. 
În perioada marcată de moartea pictorului francez Eugène Delacroix și ascensiunea către faimă a altor doi pictori francezi:  Jean- Baptiste Camille Corot și Gustave Courbet. În școala de arte de lângă ambasada otomană de la Paris lucrau de zor câțiva tineri turci, printre care și Șeker Ahmet Pașa.
Acesta a fost numit și Șeker, care în limba turcă înseamnă zahăr, datorită feței sale line, a delicateței, și a vorbei suave cu care era înzestrat.

## Inovațiile și caracteristicile picturii sale
Pe parcursul celor opt ani petrecuți la Paris, Șeker Ahmet Pașa și-a consolidat cunoștințele legate de pictură, lucrând cu  Gustave Baulanger și cu Jean- Leon Gérome, iar picturile sale au depășit lucrările celorlalți pictori de la acea vreme, apropiindu-se de licențiații faimoaselor școli de la Barbizon, Corot și Courbet.
Șeker Ahmet Pașa a fost primul artist al generației sale ,care prin inovațiile aduse de lucrările sale, ce cuprindeau tablouri animaliere și naturi moarte, a permis occidentalizarea picturii turce.
Pictura turcă contemporană are  drept exemplu de interpretare a mediului înconjurător operele sale, care la rândul lor au sculptat  ,,conștiința națională” prin redarea culorii locale, deși Șeker Ahmet Pașa era cunoscut pentru apropierea de  natură și respingerea societății, izvorâte din bunătatea sufletească și a modului său liniștit de a fi.
Cu toate că prin culorile folosite pictorul creiona curentul pre-impresionist, prin lipsa de interes pe care a prezentat-o față de pictorii contemporani lui: Édouard Manet, Claude Monet, Camille Pissarro, Alfred Sisley, se poate spune că  Șeker Ahmet Pașa era adeptul curentului numit academism.
Picturile sale reflectă strict ceea ce acesta vedea, rămânând fidel personalității sale prin peisajele și naturile moarte redate cu ajutorul pensulei.